# Magüi González
María Luisa González García, més coneguda com a Magüi González (Illes Canàries, 1953) és una arquitecta i professora espanyola. En 1985 va guanyar la 2 Edició dels Premis Oraá d'Arquitectura Canària amb un treball d'arquitectura pública realitzat al sud de Gran Canària.